# Cathédrale de Parme
La cathédrale de Parme (italien : Duomo di Parma ; Cattedrale di Santa Maria Assunta) est la cathédrale du diocèse de Parme, en Émilie-Romagne, Italie. Il s'agit d'une importante cathédrale romane italienne dont la coupole, en particulier, est décorée par une fresque du Corrège.
L'ensemble se compose de trois structures, la cathédrale, le campanile et le baptistère et se situe Piazza del Duomo, où se trouve, sur la partie sud de la place, l'ancien évêché, le Palais épiscopal.
La cathédrale est un bel exemple du style roman lombard en Émilie-Romagne.

## Histoire
La construction de l'édifice a commencé en 1059 à l'initiative de l'évêque Cadalo, qui sera par la suite antipape sous le nom d'Honorius II et a été consacrée par Pascal II en 1116.
La nouvelle église a été lourdement endommagée par un tremblement de terre en 1117 et a dû être restaurée.
Du bâtiment original, il reste probablement une partie du presbytère, le transept, le chœur, les absides et quelques fragments de sculpture. La large façade fut achevée en 1178 : elle comporte trois étages, une loggia et trois portails, dont les portes ont été sculptées par Luchino Bianchino en 1494. Entre la porte centrale et celle de droite se trouve le tombeau du mathématicien Biagio Pelacani, mort en 1416.
Le beffroi gothique a été ajouté entre 1284 et 1294.
À côté de la cathédrale se trouve le baptistère octogonal.

## Description

### Extérieur
L'édifice a la forme d'une croix latine, selon un style roman caractéristique emiliano-lombard. La cathédrale présente une façade à cabane avec des logettes et ornée par une triple série de petits arcs dont la supérieure suit la pente du toit, et par un protiro surmonté d'un édicule.
Le portail possède aussi deux sculptures de Luchino Bianchino. 
Deux grands lions de marbre soutiennent les colonnes de l'archivolte et ont été sculptés en 1281 par Giambono da Bissone.

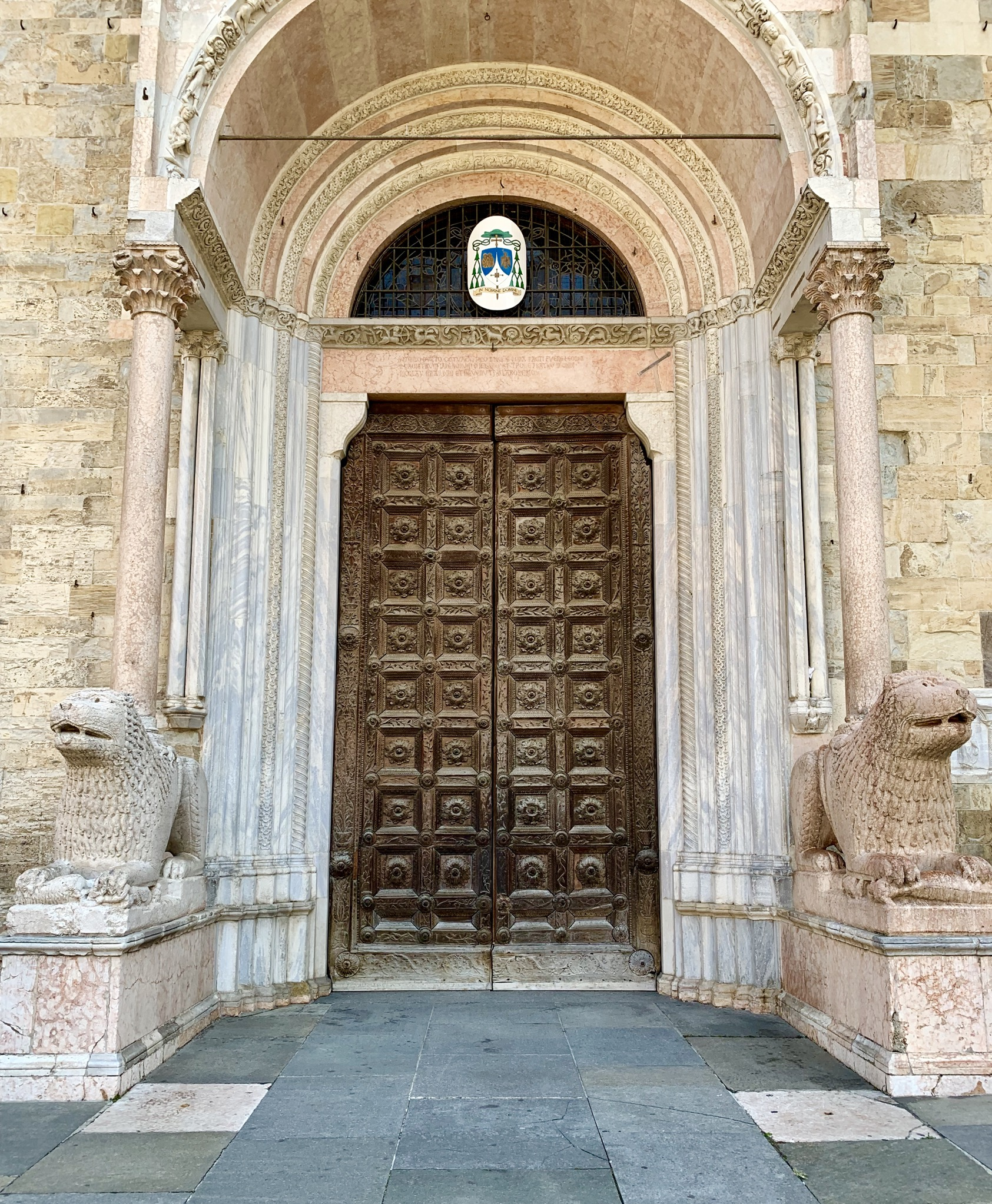
Lions stylophores à l'entrée donnant sur le parvis.
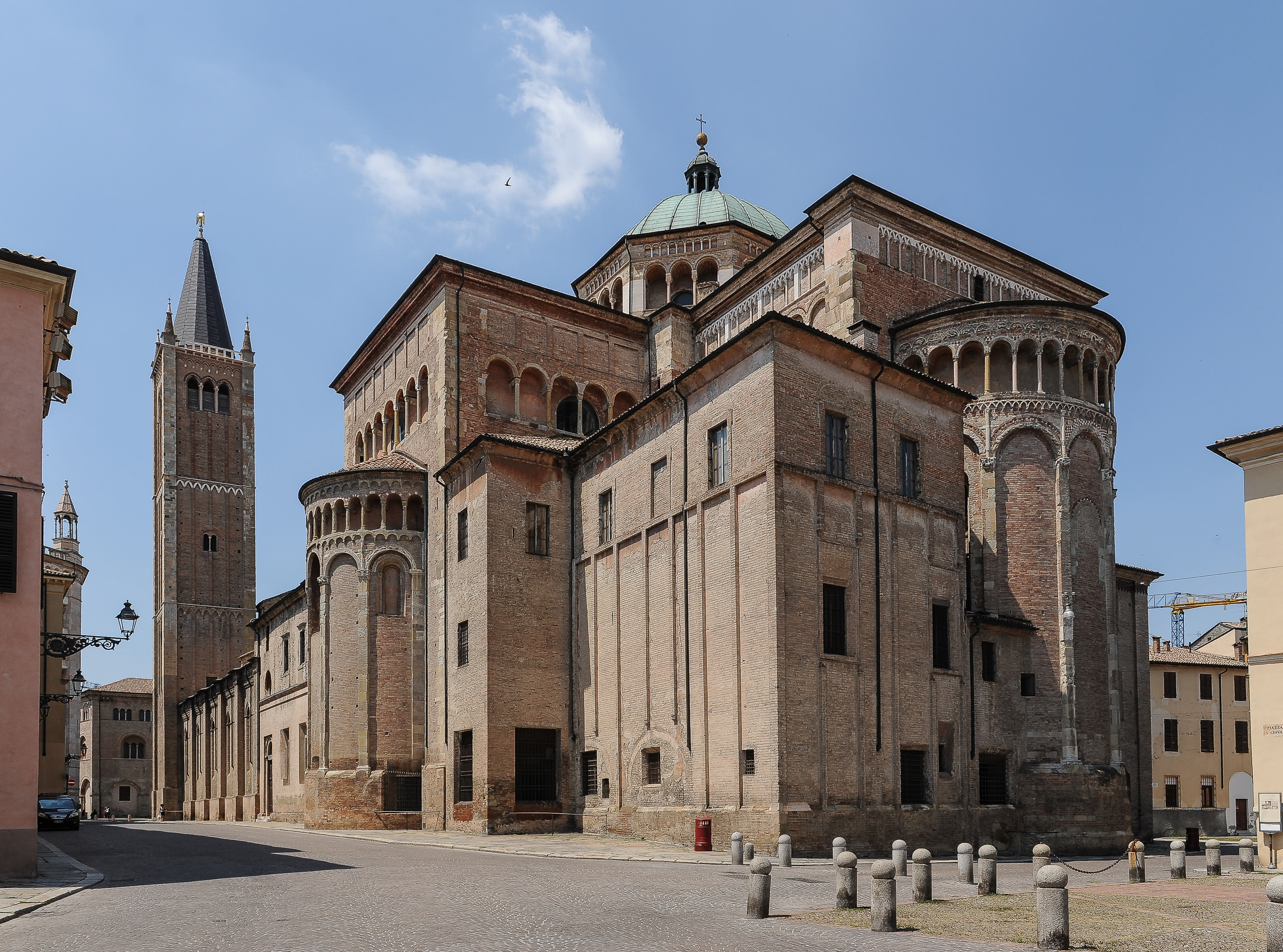
Vue Est-Sud-Est du duomo de Parme.

### Intérieur
L'intérieur possède un plan en croix latine, avec une nef et deux bas-côtés, séparés par des pilastres. Le presbytère et le transept sont surélevés, pour permettre l'espace pour la crypte sous-jacente. La coupole est posée sur un tambour octogonal.
Les fragments d'anciennes mosaïques témoignent d'une présence antérieure d'un temple de culte au IIIe ou IVe siècle.
Les chapelles latérales ont été construites pour abriter les sépulcres des familles nobles de Parme : deux d'entre elles, la chapelle de Valeri et la chapelle de la Commune, ont conservé leurs décorations originelles du XIVe siècle.
L'orgue, replacé dans sa place originale (cantoria) en 2001, a été réalisé par la fameuse enseigne lombarde Serassi.

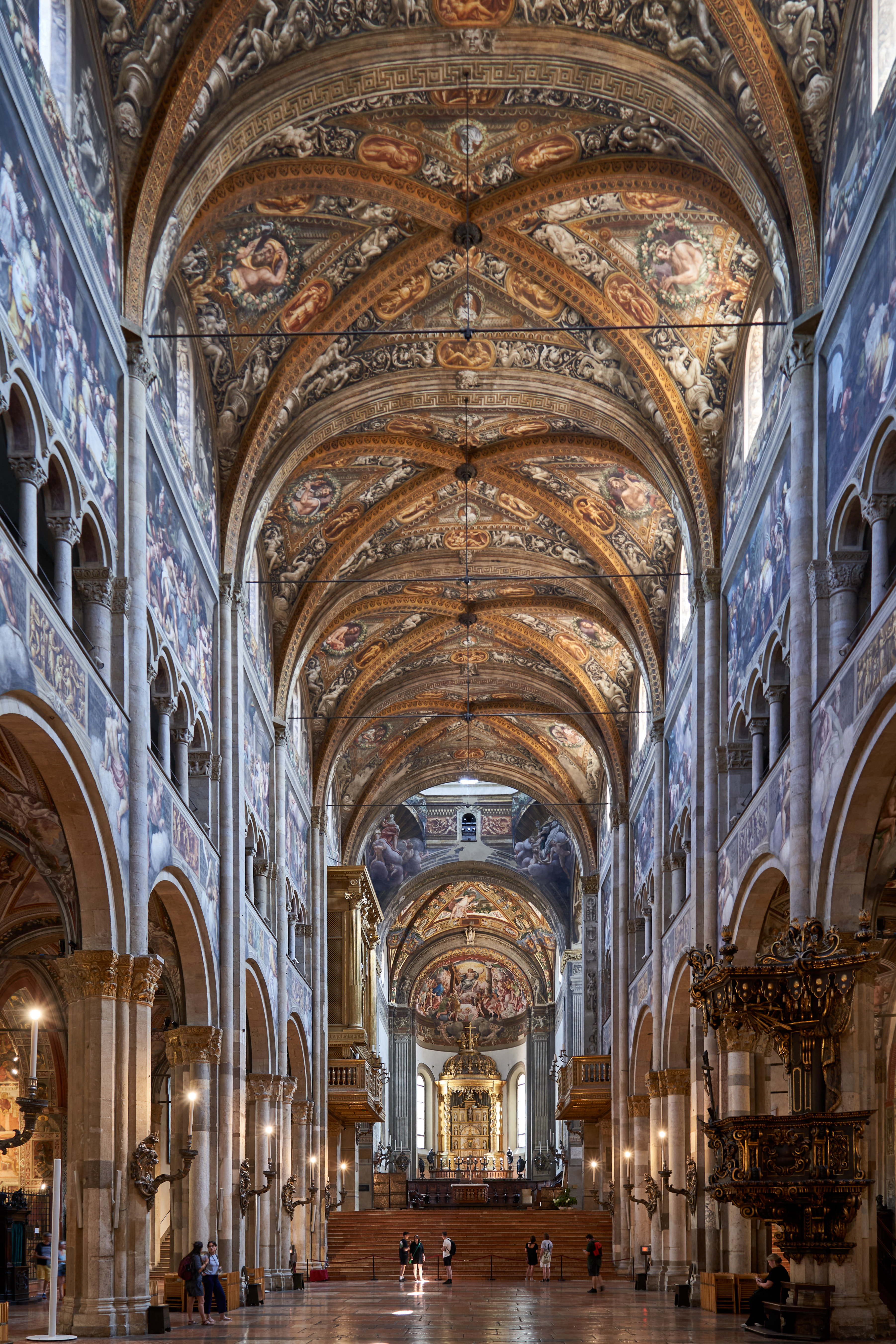
Nef, abside, chœur et plafond.
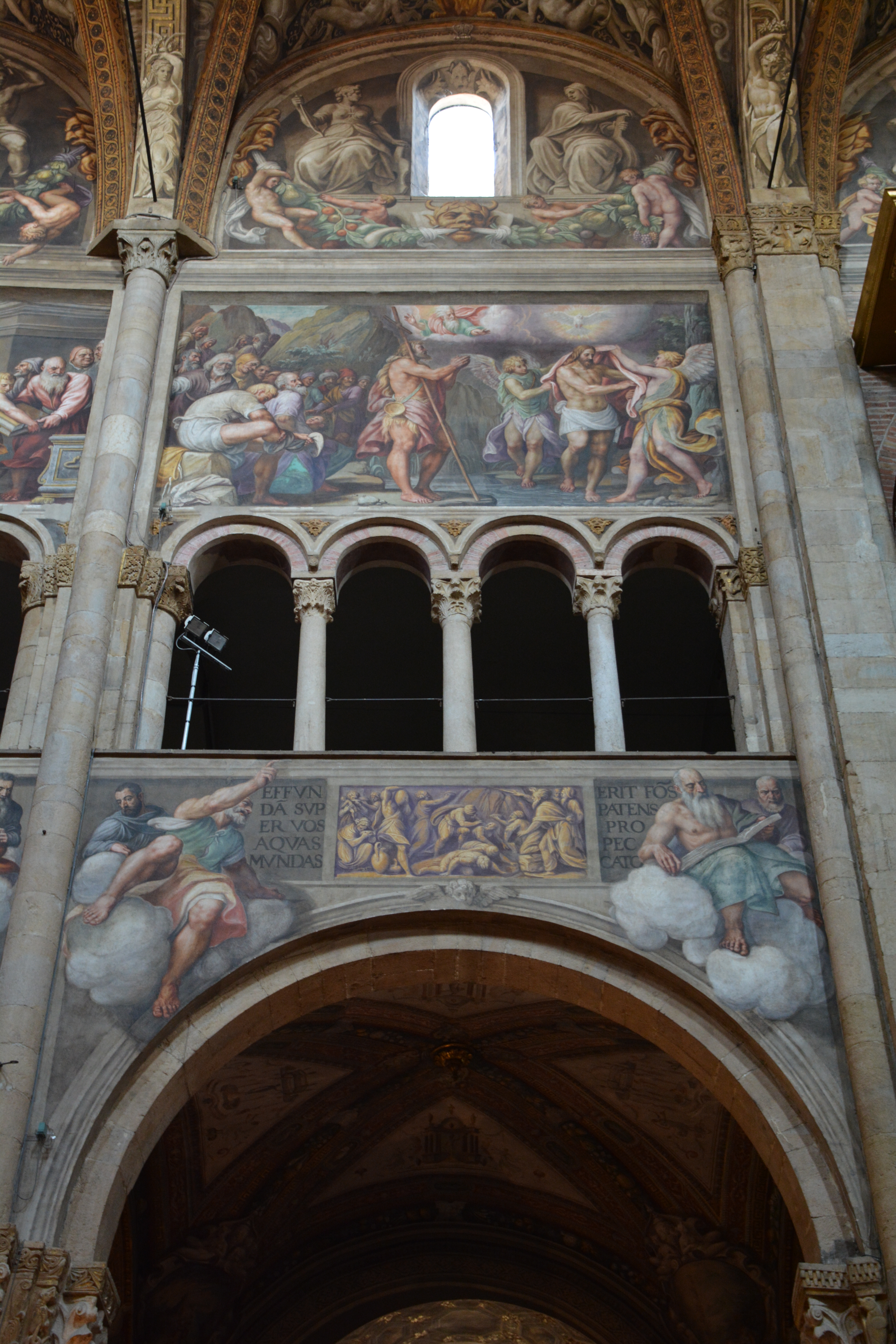
Au centre, Dieu et saint Jean Baptiste. Le Jourdain. À droite, Jésus et le Saint-Esprit.
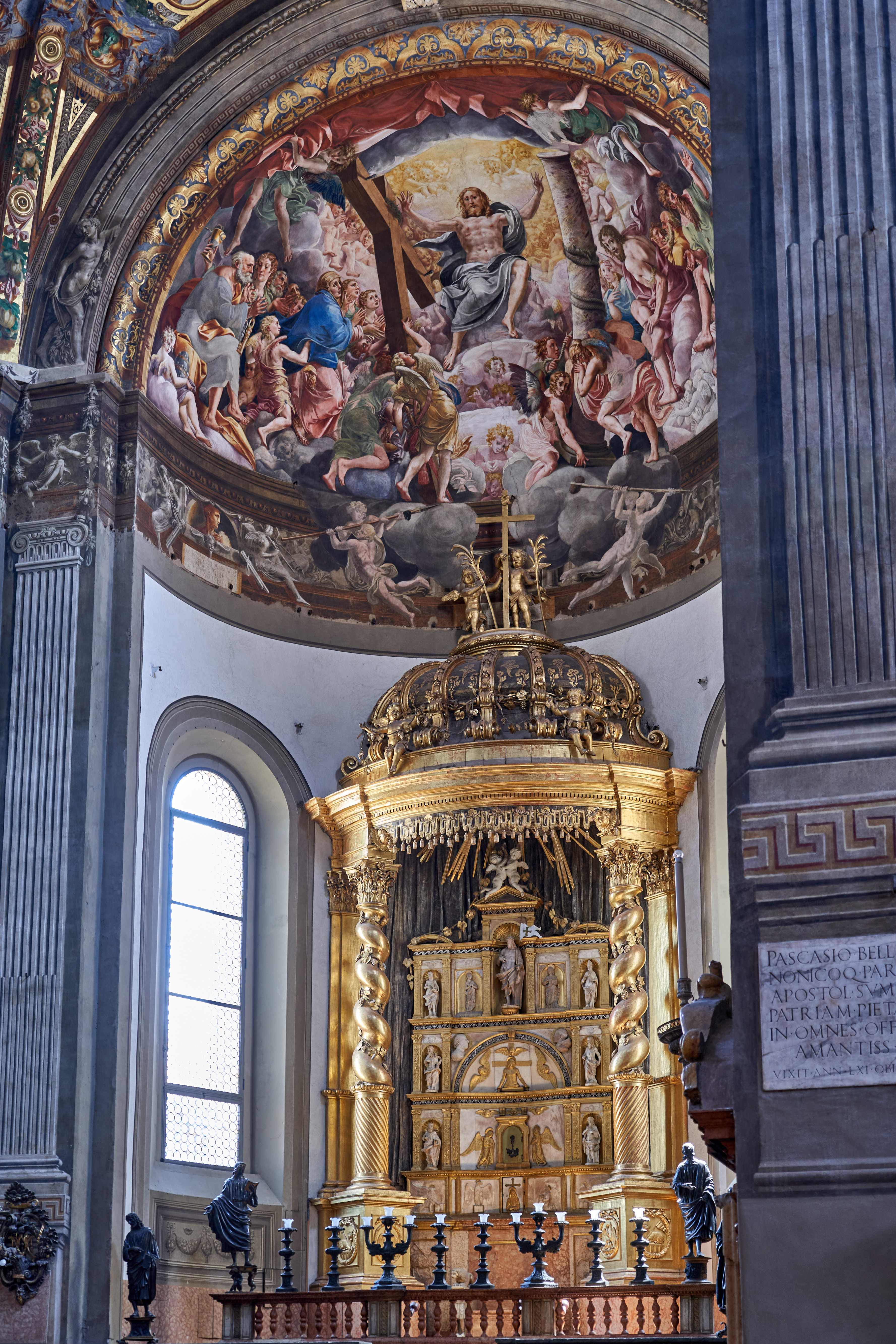
Choeur et autel.
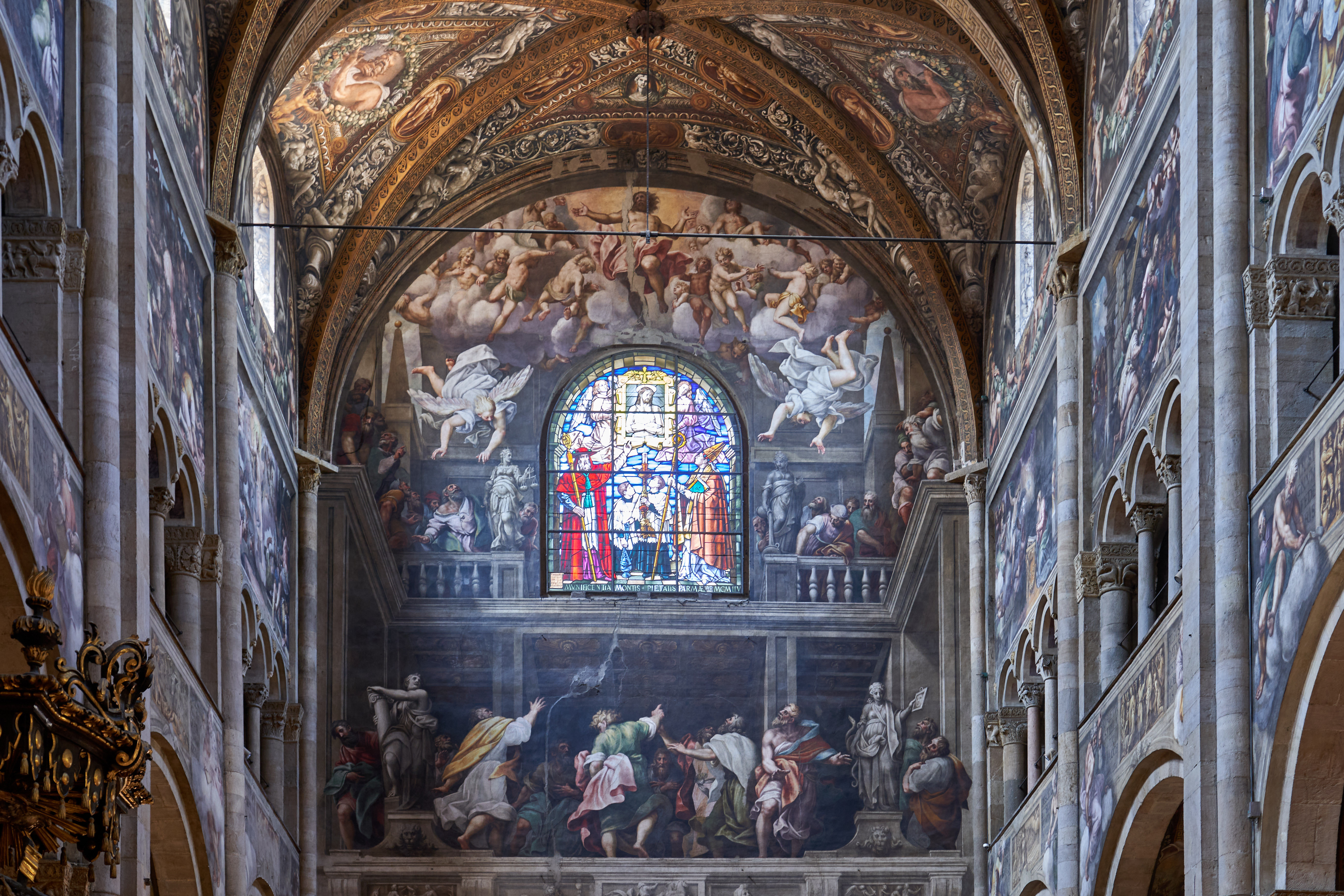
La peinture du haut représente l'Ascension. Le vitrail du haut représente saint Bernard, saint Hilaire et l'écusson du mont-de-piété.

#### Œuvres d'art

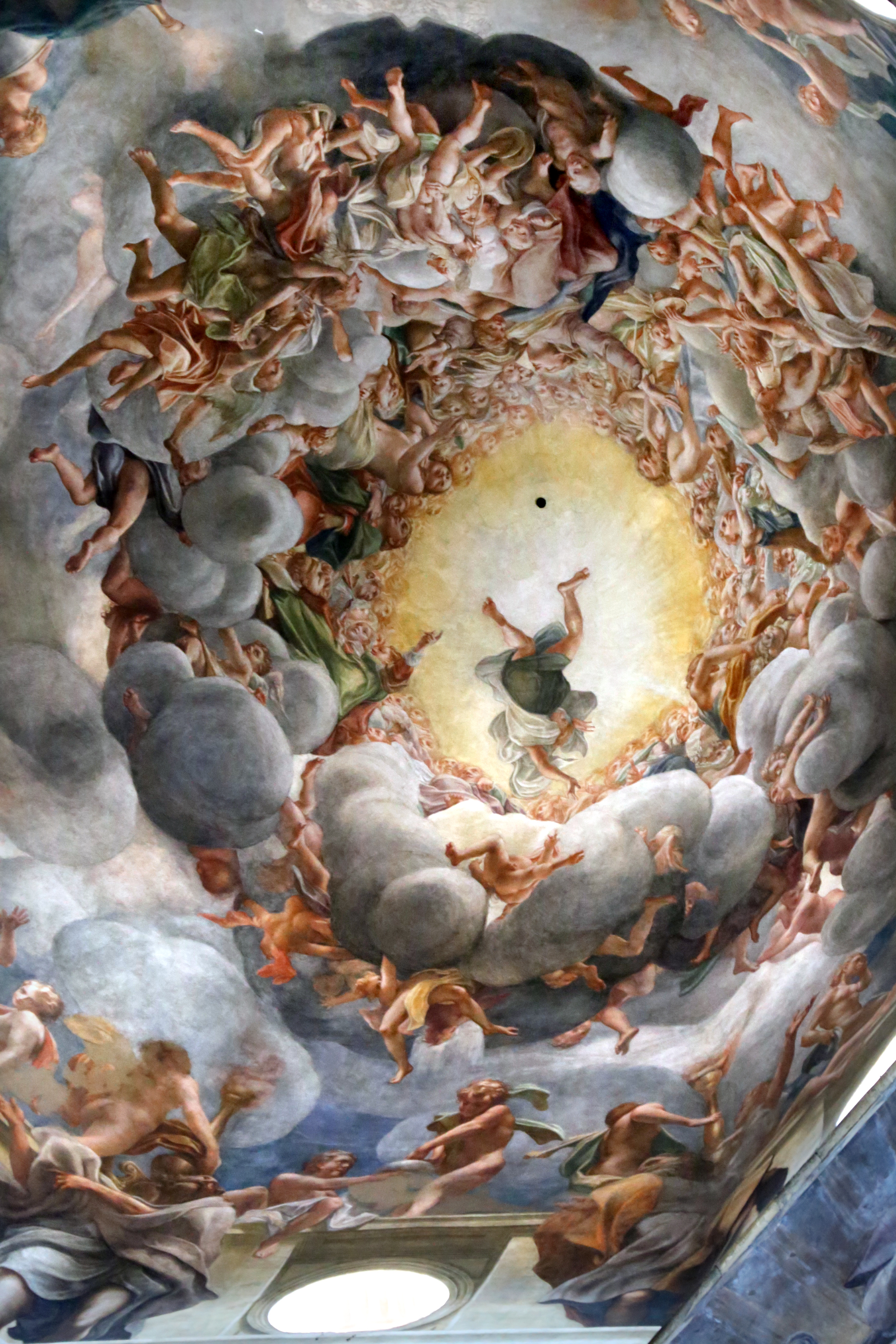
L’Assomption de la Vierge, coupole décorée par Le Corrège.

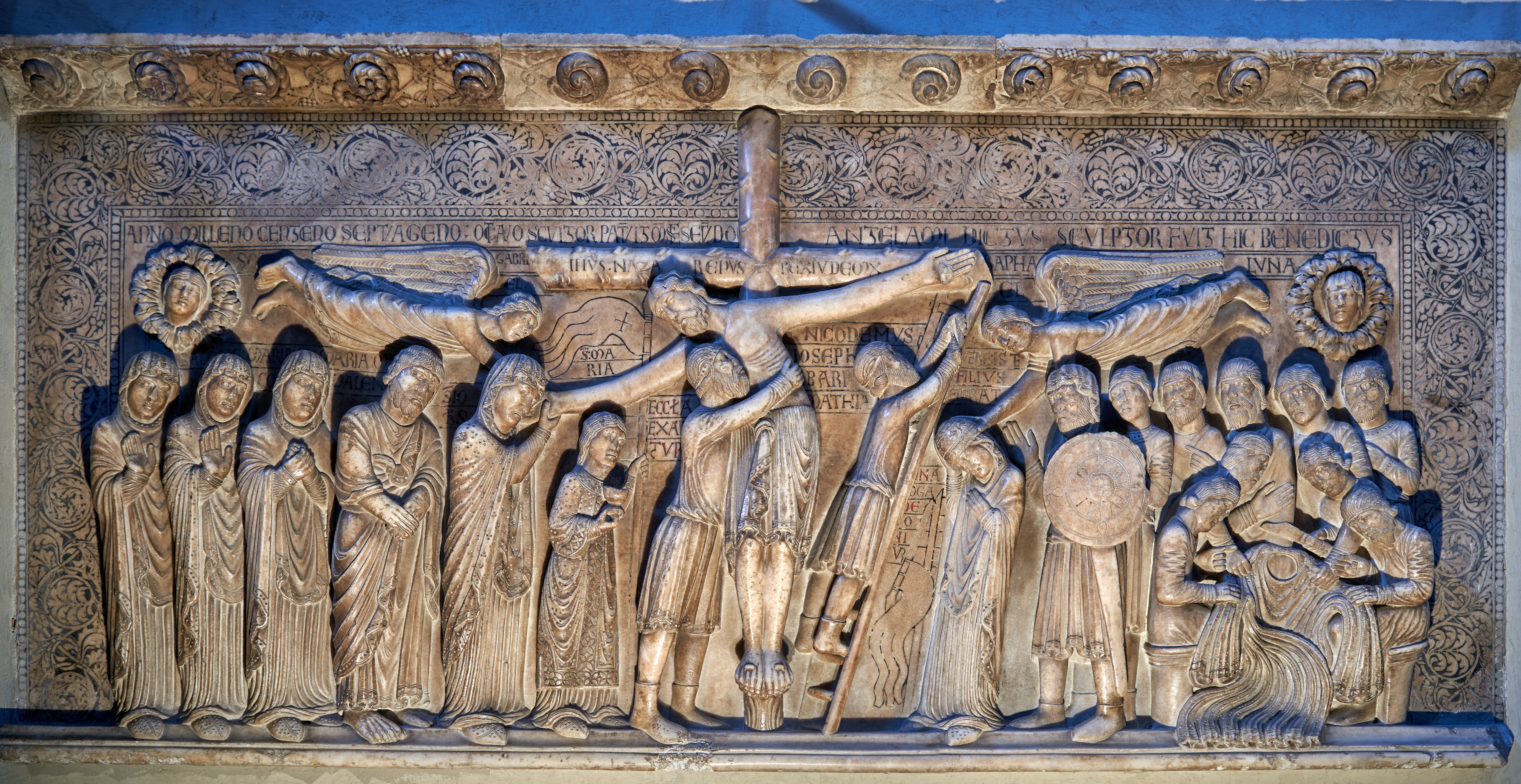
La Déposition par Benedetto Antelami (1178)

La principale caractéristique de l'intérieur est la fresque de l’ Assomption de la Vierge décorant la coupole du dôme, exécutée par le Corrège entre 1526 et 1530.
Dans le transept droit se trouve La Déposition par Benedetto Antelami (1178).
Le cycle de fresques sur les murs de la nef et l'abside sont de Lattanzio Gambara et Bernardino Gatti.
Le long de la nef, dans les lunettes au-dessus des travées, se trouvent des fresques monochromes d'histoires de l'Ancien Testament, ainsi que les événements de la Passion.
La coupole de l'abside comporte une fresque avec Marie, le Christ, saints et anges en gloire (1538-1544) par Girolamo Mazzola Bedoli.
Les fresques du XVe siècle dans la Cappella dei Valeri sont attribuées à l'atelier de Bertolino de' Grossi. Celles de la Capella del Comune, probablement par les mêmes mains, ont été peintes après la peste de 1410-1411 et dédiées à saint Sébastien.
La crypte comporte un monument dédié à saint Bernardo degli Uberti, évêque de Parme (1106-1133), patron du diocèse. Le monument a été exécuté vers 1544 par Prospero et Girolamo Clementi d'après une conception de Girolamo Mazzola Bedoli.
La sacristie contient des œuvres attribuées à Luchino Bianchino (1491) et quatre bas-reliefs de Benedetto Antelami (1178).
La chapelle de Ravacaldi contient des fresques de l'atelier de Bertolino de'Grassi.